# Friedrich-Ludwig-Jahn-Sportpark
Het Friedrich-Ludwig-Jahn-Sportpark is een multifunctioneel sport stadion in de Duitse stad Berlijn, in de wijk Prenzlauer Berg.
Het stadion biedt plaats aan 19.708 toeschouwers. Er vinden onder andere voetbal- en atletiekwedstrijden plaats. De laatste twee finales van de strijd om de FDGB-Pokal (1990 en 1991) werden in dit stadion gespeeld. In 2015 vond in het stadion de finale van de UEFA Champions League voor vrouwen plaats.

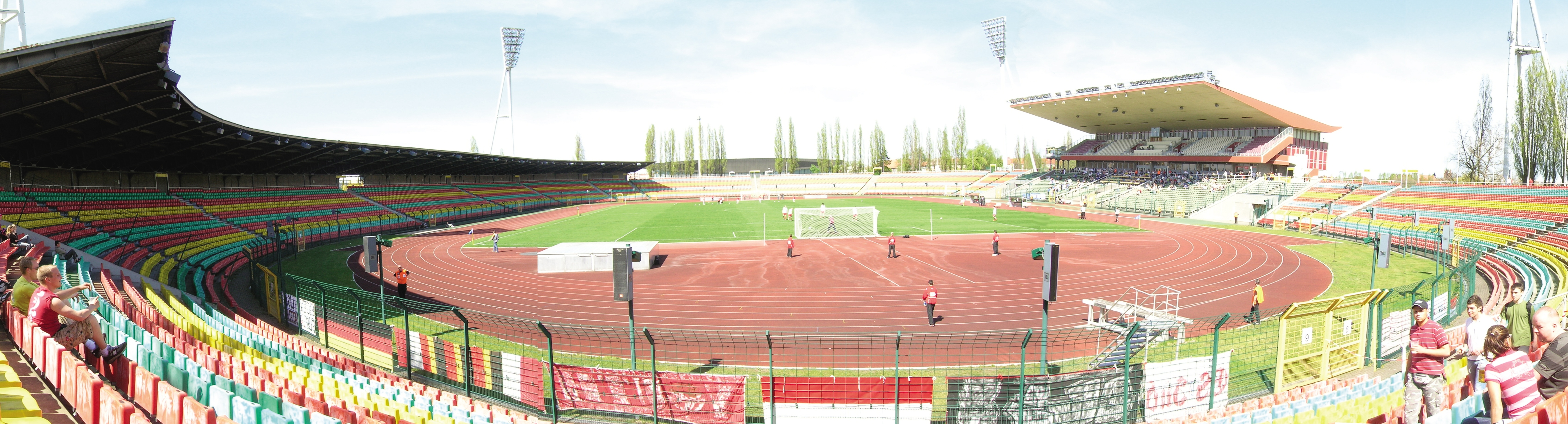
Het Friedrich-Ludwig-Jahn-Sportpark